# Mykola Popowytsch
Mykola Popowytsch (ukrainisch Микола Попович, * 3. Mai 1971 in Tekucho, Oblast Iwano-Frankiwsk) ist ein ehemaliger ukrainischer Skilangläufer.
Popowytsch startete international erstmals bei der Winter-Universiade 1995 in Candanchú und holte dabei jeweils die Bronzemedaille über 30 km Freistil und mit der Staffel. Bei den nordischen Skiweltmeisterschaften 1995 in Thunder Bay kam er auf den 15. Platz mit der Staffel. In der Saison 1996/97 belegte er bei den nordischen Skiweltmeisterschaften 1997 in Trondheim den 69. Platz über 30 km Freistil und den 16. Rang mit der Staffel und gewann er bei der Winter-Universiade 1997 in Muju erneut jeweils die Bronzemedaille über 30 km Freistil und mit der Staffel. Seine letzten internationale Rennen absolvierte er bei den Olympischen Winterspielen 1998 in Nagano. Dort lief er auf den 55. Platz über 10 km klassisch, auf den 50. Rang über 50 km Freistil und zusammen mit Hennadij Nikon, Oleksandr Sarownyj und Mychajlo Artjuchow auf den 12. Platz in der Staffel.